# Gnesta kommun (1971-1973)
Denna artikel handlar om den tidigare kommunen Gnesta kommun. För orten se Gnesta, för dagens kommun, se Gnesta kommun.
Gnesta kommun var en tidigare kommun i Södermanlands län.

## Administrativ historik
Vid kommunreformen 1971 ombildades Gnesta köping till denna Gnesta kommun. 1974 uppgick denna kommun i den nybildade Nyköpings kommun. Området bröts 1992 ut till Gnesta kommun.
Köpingen tillhörde Frustuna-Kattnäs församling.

## Politik

### Mandatfördelning i Gnesta kommun, valet 1970
| 17 | 7 | 4 | 3 |

| 23 | 8 |